# Фокс, Пола
По́ла Фокс  (англ. Paula Fox; 22 апреля 1923, Нью-Йорк, США — 1 марта 2017, там же) — американская писательница, журналистка, педагог, автор книг для детей и взрослых, телевизионных сценариев. Лауреат медали Джона Ньюбери (1974) за роман «Погонщик рабов»[уточнить], премии имени Х. К. Андерсена за многолетний вклад в литературу(1978), Национальной книжной премии США в области детской литературы (1983), Немецкой премии в области детской литературы (2008).
Ее собрание сочинений для взрослых читателей вышло из печати в 1992 году. В 2011 году имя Полы Фокс было внесено в Зал славы писателей штата Нью-Йорк.

## Биография
Училась в школах на Кубе, в Канаде и США. Её отец, Пол Харви Фокс, писал сценарии. Её мать была кубинского происхождения, при рождении она отказалась от дочери. Бабушка по материнской линии, жившая в Нью-Йорке, спасла её, взяв на воспитание.
В 1944 году жила в семье знаменитой преподавательницы актерского мастерства Стеллы Адлер и познакомилась там с Марлоном Брандо, еще одним учеником Адлер. Пола забеременела и родила дочь. Однако, учитывая бурные отношения с родителями, она отказалась от ребёнка. Дочь Полы, Линда Кэрролл, впоследствии стала писателем и психотерапевтом. Её дочь — певица Кортни Лав. Художница Фрэнсис Бин Кобейн — правнучка Полы Фокс.
Позже Фокс училась в Колумбийском университете. Вышла замуж за литературного критика и переводчика Мартина Гринберга. У них было два сына. Также некоторое время работала учителем и воспитателем.

### Фантастика
- 1967 — Poor George, на основе книги в 1993 году португальским режиссёром Жорже Сильва Мелу был снят художественный фильм «Coitado do Jorge»[10].
- 1970 — Desperate Characters
- 1972 — The Western Coast
- 1976 — The Widow’s Children
- 1984 — A Servant’s Tale
- 1990 — The God of Nightmares
- 2011 — News from the World: Stories and Essays

### Детская литература
- 1966 — Maurice’s Room
- 1967 — How Many Miles to Babylon?
- 1967 — A Likely Place
- 1968 — Dear Prosper
- 1968 — The Stone-Faced Boy
- 1969 — Hungry Fred
- 1969 — The King’s Falcon
- 1969 — Portrait of Ivan
- 1970 — Blowfish Live in the Sea
- 1973 — Good Ethan
- 1974 — The Slave Dancer
- 1978 — The Little Swineherd and Other Tales
- 1980 — A Place Apart
- 1984 — One-Eyed Cat
- 1986 — The Moonlight Man
- 1987 — Lily and the Lost Boy
- 1988 — The Village by the Sea
- 1991 — Monkey Island
- 1993 — Western Wind
- 1995 — The Eagle Kite
- 1997 — Radiance Descending
- 1999 — Amzat and His Brothers: Three Italian Tales

### Мемуары
- 2001 — Borrowed Finery
- 2005 — The Coldest Winter: A Stringer in Liberated Europe